# Cadorela translucida
Cadorela translucida este o molie din familia Lymantriidae. Se găsește în sud-vestul Madagascarului.
Masculul acestei specii are o anvergură a aripilor de 18 mm, capul și fața sunt clare maro, palpae bejuri. Antenele sunt brun-închis. Toracele este maro-negru, abdomenul maro-negru pe partea superioară și maro-gălbui pe cea inferioară.
Holotipuri ale acestei specii au fost găsite la est de Sakaraha⁠(en)[traduceți] în Parcul Național Zombitse-Vohibasia⁠(en)[traduceți] la 640m.

## Legături externe
- en Baza de date a genului Lepidoptera la Muzeul de istorie naturală